# Power Trip
I Power Trip sono una band thrash metal americana formatasi a Dallas, in Texas nel 2008. Il loro sound è stato descritto dalla critica come thrash metal  e hardcore punk, così come semplicemente thrash crossover. Ad oggi, hanno pubblicato due album in studio, due EP, una compilation e un live album.
I Power Trip hanno fatto tour e suonato con artisti molto noti, tra cui: Ozzy Osbourne, D.R.I., Napalm Death, Testament, Exodus, Anthrax, Suicidal Tendencies, Carcass, Cannibal Corpse, Obituary, Opeth, Lamb of God, Hatebreed, Municipal Waste, Trivium, Five Finger Death Punch, The Damned, Vio-lence, High on Fire, Sheer Mag, Kreator, Danzig, Brujeria, Toxic Holocaust, The Black Dahlia Murder, Warbringer, Annihilator, Death Angel, Pig Destroyer, Misery Index, Nile, Immolation, Abnormality, Job for a Cowboy, Suffocation, August Burns Red and Pantera

## Storia

### 2013-2017
Nel 2013, la band ha firmato con l'etichetta Southern Lord Records e ha pubblicato il primo album in studio, Manifest Decimation.

### 2017-2020
Il loro secondo album, Nightmare Logic, è stato pubblicato nel 2017 con grande successo di critica.
Nel 2018, è stato pubblicato l'album Opening Fire: 2008–2014. Una raccolta di tracce extra non ancora pubblicate.
L'11 giugno 2020 pubblicano l'album dal vivo Live in Seattle 05.28.2018
Durante la preparazione del terzo album il cantante Riley Gale è morto il 24 agosto 2020 all'età di 35 anni. La sua morte è stata annunciata dalla band il giorno successivo.

## Formazione
- Riley Gale, voce (2008-2020)
- Blake Ibanez, chitarra (2008-presente)
- Nick Stewart, chitarra (2008-presente)
- Chris Whetzel, basso (2008-presente)
- Chris Ulsh, batteria (2008-presente)

## Discografia

### Album in studio
| Year | Album details                                                                       |
| ---- | ----------------------------------------------------------------------------------- |
| 2013 | Manifest Decimation - Pubblicato: 11 giugno 2013 - Etichetta: Southern Lord Records |
| 2017 | Nightmare Logic - Pubblicato: 24 febbraio 2017 - Etichetta: Southern Lord Records   |

### Live
| Year | Album details                                                                      |
| ---- | ---------------------------------------------------------------------------------- |
| 2020 | Live in Seattle 05.28.2018 - Pubblicato: 11 giugno 2020 - Etichetta: Southern Lord |

### Raccolte
| Year | Album details                                                                    |
| ---- | -------------------------------------------------------------------------------- |
| 2018 | Opening Fire: 2008–2014 - Pubblicato: 27 aprile 2018 - Etichetta: Dark Operative |

### Singoli
| Anno | Titolo                                 | Album                         |
| ---- | -------------------------------------- | ----------------------------- |
| 2016 | Split                                  | Singolo                       |
| 2016 | "Firing Squad"                         | Nightmare Logic               |
| 2017 | "Executioner's Tax (Swing of the Axe)" | Nightmare Logic               |
| 2017 | "Nightmare Logic"                      | Nightmare Logic               |
| 2018 | "Hornet's Nest"                        | Adult Swim Singles Collection |
| 2019 | "When Things Go Wrong"                 | Hot Sh!t Attitude             |

### EP
| Anno | EP                                  |
| ---- | ----------------------------------- |
| 2009 | Armageddon Blues - Pubblicato: 2009 |
| 2011 | Power Trip - Pubblicato: 2011       |